# Wijken en buurten in Doesburg
De Nederlandse gemeente Doesburg is voor statistische doeleinden onderverdeeld in wijken en buurten. De gemeente is verdeeld in de volgende statistische wijken:
- Wijk 00 (CBS-wijkcode:022100)

Een statistische wijk kan bestaan uit meerdere buurten. Onderstaande tabel geeft de buurtindeling met kentallen volgens het Centraal Bureau voor de Statistiek (2008):
| CBS-buurtcode | Buurtnaam                                | Inwonertal | Opp. totaal (ha) | Opp. land (ha) | Ligging                |
| ------------- | ---------------------------------------- | ---------- | ---------------- | -------------- | ---------------------- |
| BU02210000    | Binnen de oude Gracht                    | 2450       | 87               | 69             | Locatie in de gemeente |
| BU02210001    | Noordelijk Molenveld                     | 1270       | 80               | 68             | Locatie in de gemeente |
| BU02210002    | Zuidelijk Molenveld                      | 1120       | 40               | 36             | Locatie in de gemeente |
| BU02210003    | De Ooi                                   | 2280       | 90               | 72             | Locatie in de gemeente |
| BU02210004    | Beinum I                                 | 3400       | 141              | 132            | Locatie in de gemeente |
| BU02210005    | Beinum II                                | 840        | 82               | 77             | Locatie in de gemeente |
| BU02210009    | Verspreide huizen Fraterswaard-Noordoost | 200        | 769              | 698            | Locatie in de gemeente |